# Música da Colômbia

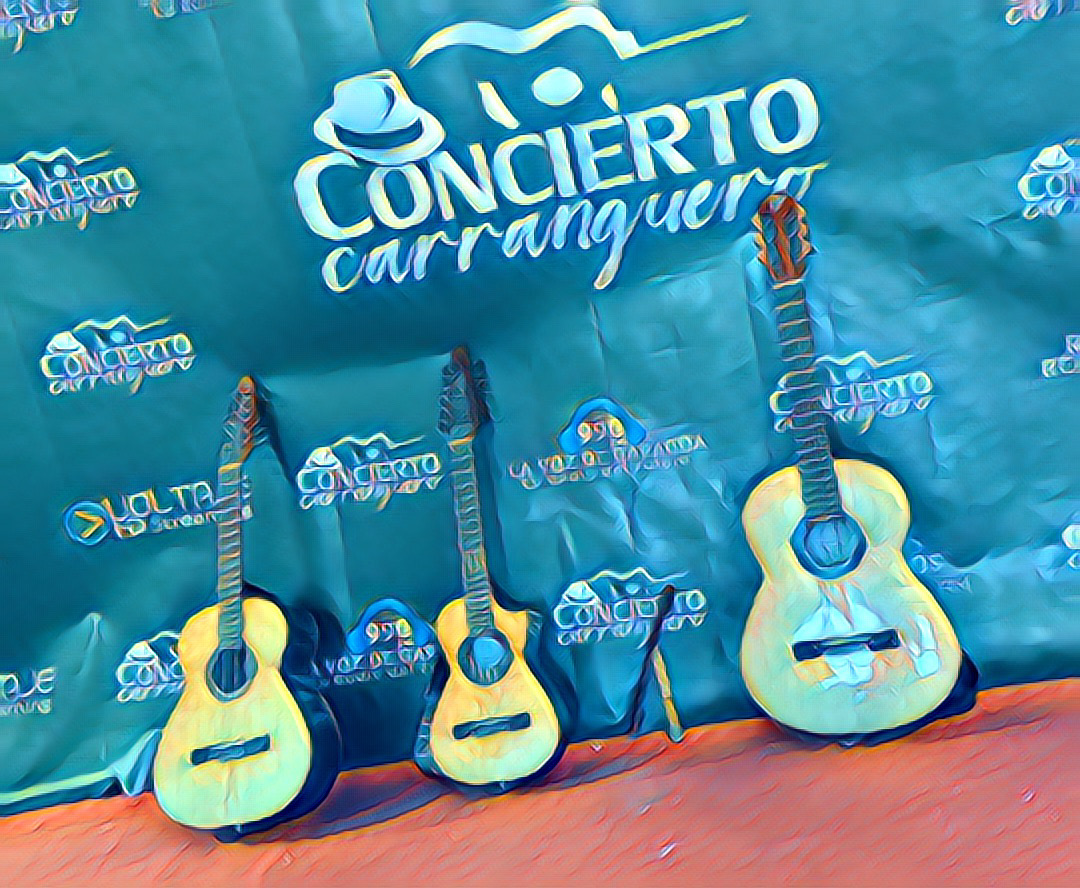
Propaganda para um show na Colômbia

A música da Colômbia é uma mistura de influências, nativas e europeias (especialmente espanholas), bem como de formas músicais mais modernas provenientes dos Estados Unidos e das Caraíbas (especialmente de Trinidad e Tobago, Cuba e Jamaica). A música nacional da Colômbia é a Cúmbia.
Das populações chibchas, a Colômbia herdou os trompetes dourados e outros instrumentos de percussão, flautas e cordas, estas últimas influenciadas pelos contatos com europeus. Há também a presença da música africana levada pelas pessoas escravizadas e pelos espanhóis. A mistura desses três elementos - indígena, africano e espanhol - pode ser constatado na dança bambuco, por exemplo. No século XIX, a escravatura foi abolida e os africanos, os ameríndios e outros grupos étnicos misturaram-se mais profundamente. Estilos como o vallenato e o porro foram especialmente influentes.
A partir do século XVI, a Colômbia seguiu o caminho das demais nações sul-americanas e desenvolveu a música como arte, embora não de forma tão intensa quanto sua vizinha Venezuela. No final do século XVIII, quando a ópera italiana e a tonadilla espanhola chegaram ao país, o fraco teor nativo da música erudita  colombiana foi varrido.
No século seguinte, alguns nomes se tornaram notórios, como Juan Antonio de Velasco, Henry Price, um inglês que fundou a Sociedade Filarmônica da Colômbia, e seu filho, Jorge W. Price, que fundou uma academia nacional de música; e Guillermo Uribe Holguín.
Quando a valsa se tornou popular no século XIX, foi inventada uma versão colombiana chamada pasillo. A música latina internacional, um tipo de balada pop, e a salsa, são representadas por Charlie Zaa e Joe Arroyo, respectivamente.
Juanes e Shakira são também importantes representantes da música colombiana da atualidade, desde que se lançou ao sucesso, com canções como "Donde Estás Corazón" e "Estoy Aquí". Shakira é vencedora de vários prêmios e adorada no mundo todo; suas músicas misturam o ritmo latino às suas origens libanesas.
A Colômbia também conta atualmente com muitos outros artistas importantes do pop e de outros gêneros, conhecidos nacional e internacionalmente. Além de Shakira e Juanes, destacam-se: Carlos Vives, Andrés Cabas, Fonseca, Mauricio Palo de Agua, Rafael Orozco Maestre, Bacilos, Fanny Lu, Naty Botero  e ChocQuibTown. Do gênero urbano são conhecidos: Maluma, Karol G e J Balvin, entre outros.